# Cinderella XXX: An Axel Braun Parody
Cinderella XXX: An Axel Braun Parody ist eine amerikanische Porno-Parodie auf das klassische Märchen Aschenputtel, im Englischen „Cinderella“. Die Regie führte Axel Braun, der für zahlreiche Porno-Parodien bekannt ist und mit mehreren Filmpreisen ausgezeichnet wurde.

## Inhalt
Der Inhalt des Films orientiert sich grob an dem klassischen Märchen des Aschenputtel, die Namen der Figuren, die Sets und Kostüme orientieren sich aber an der Disney-Verfilmung des Märchens. Der Film baut dabei auf mehrere Szenen auf, die jeweils in Pornosequenzen der Schauspieler gipfeln. Dabei wird der Film in fünf Szenen aufgebaut:
Szene 1. Veronica Avluv, Evan Stone
In der ersten Szene befinden sich Lord Tremaine und seine Frau Lady Tremaine, die böse Stiefmutter von Aschenputtel, in einem Schlafzimmer. Veronica Avluv, die als MILF-Darstellerin die Lady Tremaine verkörpert, verführt den Lord Tremaine und lenkt ihn damit von der schlechten Behandlung seiner Tochter ab.
Szene 2. Carter Cruise, Penny Pax, Samantha Saint
In der zweiten Szene treten die drei Mädchen des Hauses Tremaine, die Cinderella (Samantha Saint) sowie ihre beiden Stiefschwestern, gespielt von Carter Cruise und Penny Pax, in einer so genannten All-Girl-Szene auf und befriedigen sich gegenseitig.
Szene 3. Julia Ann, Tyler Knight
In der dritten Szene trifft die gute Fee, gespielt von Julia Ann, auf den schwarzen Diener Gus Gus (Tyler Knight). Dieser zahlt den Preis für die Verwandlung der Cinderella in eine Prinzessin, indem er Sex mit der Fee hat. Cinderella ist derweil im Schloss und verliert bei ihrem Verschwinden aus dem Ballsaal ihren gläsernen Schuh.
Szene 4. Carter Cruise, Penny Pax, Will Powers
Die beiden Stiefschwestern treffen auf Edmund (Will Powers), der die Aufgabe hat, für Prince Edward die Frau zu finden, die den gläsernen Schuh verloren hat. Sie befriedigen ihn durch einen Blowjob, um ihn zu überzeugen, dass eine von ihnen die Gesuchte ist.
Szene 5. Samantha Saint, Seth Gamble
In der Schlussszene treffen nun der Prince Edward und Cinderella zusammen, die sich als die Entflohene zu erkennen gibt. Der Film endet in einer ausgiebigen Sexszene der beiden Hauptpersonen.

## Wissenswertes
Der Film ist das dritte Werk in der Filmreihe Wicked Fairy Tales des Produktionsstudios Wicked Pictures. Im gleichen Jahr erschienen in der Serie die Filme Snow White XXX: An Axel Braun Parody, eine Parodie auf Schneewittchen, sowie Sleeping Beauty XXX: An Axel Braun Parody, eine Parodie auf Dornröschen, ebenfalls von Axel Braun. 2015 entstand auch Peter Pan XXX: An Axel Braun Parody, eine Parodie auf Peter Pan bzw. die entsprechende Disney-Verfilmung.

## Auszeichnungen
Cinderella XXX: An Axel Braun Parody wurde bei den XBIZ Awards, einer Auszeichnung des Verlagsunternehmens XBIZ, in vier Kategorien nominiert: Parody Release of the Year - Drama, Director of the Year - Parody für Axel Braun, Best Actress - Parody Release für Samantha Saint und Best Scene - Parody Release für Samantha Saint und Seth Gamble. Er gewann den Preis für Parody Release of the Year - Drama.
Für die AVN Awards war Cinderella XXX: An Axel Braun Parody in insgesamt zehn Kategorien nominiert. Er war in der Kategorie "Best Supporting Actress" (Veronica Avluv) erfolgreich.

## Belege
1. ↑  Wicked Announces 'Cinderella XXX' as 3rd Fairy Tales Title bei avn.com
2. ↑  XBIZ Awards - 2015 Nominees; Aufgerufen am 17. November 2014.
3. ↑  XBIZ Awards - 2015 Nominees; Aufgerufen am 21. Januar 2015.
4. ↑  AVN Awards - 2015 Nominees (Memento des Originals vom 30. Dezember 2014 im Internet Archive)  Info: Der Archivlink wurde automatisch eingesetzt und noch nicht geprüft. Bitte prüfe Original- und Archivlink gemäß Anleitung und entferne dann diesen Hinweis.; Aufgerufen am 21. Januar 2015.